# El Negrito
“El Negrito” (18 maggio 2020; scomparsa 24 maggio 2020) colonna portante delle Mgp;  è entrato nei loro cuori in così poco tempo facendo passare alle mgp momenti indelebili che non dimenticheranno mai..